# Vector de principio a fin

es el vector de principio a fin del polímero.

En el estudio de la química física de los polímeros, el vector de principio a fin es el vector que apunta desde un extremo de un polímero al otro extremo.
Si cada unidad de monómero en un polímero está representada por un punto en el espacio, los vectores de traslación {\displaystyle {\vec {r}}_{i}} conectan estos puntos. El vector de principio a fin {\displaystyle {\vec {R}}} es la suma de estos vectores de traslación:
{\displaystyle {\vec {R}}=\sum _{i}{\vec {r}}_{i}}
La norma del vector de principio a fin se denomina distancia de principio a fin.

## Relación con otras cantidades
La media cuadrática de la distancia de principio a fin {\displaystyle \left\langle r^{2}\right\rangle } se puede relacionar con la media cuadrática del radio de giro {\displaystyle \left\langle s^{2}\right\rangle } de un polímero por la relación:
{\displaystyle \left\langle r^{2}\right\rangle =6\left\langle s^{2}\right\rangle }